# Neandertal

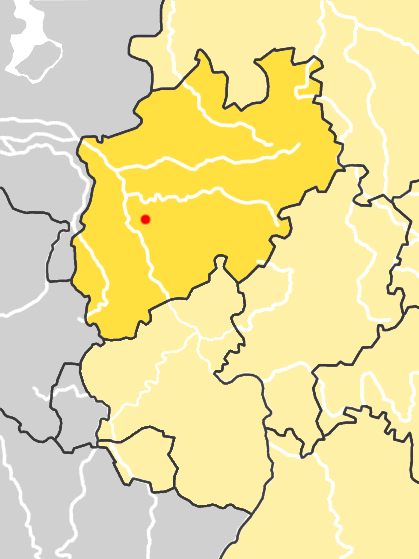
Poloha údolí v Severním Porýní-Vestfálsku

Neandertal je malé údolí řeky Düssel v německém spolkovém státě Severní Porýní-Vestfálsko ležící asi 12 kilometrů východně od jeho hlavního města Düsseldorfu. Administrativně náleží údolí k městům Erkrath a Mettmann. Údolí se v 19. století původně nazývalo Hundsklipp, po roce 1850 pak bylo na počest pastora Joachima Neandera přejmenováno na Neandertal .
Údolí získalo světovou proslulost roku 1856, kdy zde byly při těžbě náhodou v jeskyni objeveny kosterní pozůstatky neandertálce. Tato jeskyně dnes už ovšem neexistuje. V Mettmannu tento nález připomíná archeologické muzeum. První lebky neandertálců byly ovšem objeveny v belgické lokalitě Engis už roku 1829 a ve Forbesově lomu v Gibraltaru v roce 1848. Tyto nálezy však byly uloženy v muzeích, a proto je často za první lokalitu nálezu kosterních pozůstatků mylně považováno právě údolí Neandertal, od něhož byl odvozen i název této vývojové větve.